# Zombieville
Zombieville est un jeu vidéo d'action-aventure d'horreur, développé par Psygnosis et édité par Dice Multi Media Europe BV. Il sort en 1997 sous MS-DOS.
Le jeu est désormais considéré comme un logiciel abandonné.

## Synopsis
Un journaliste enquête à proximité d'une base militaire et fait face à des phénomènes étranges.

## Système de jeu
Zombieville est animé en 3D et met en scène un joueur, qui doit survivre à un grand nombre de personnages zombies.
Il contient notamment des énigmes et problèmes à résoudre dans un environnement d'horreur.

## Accueil
Avant sa sortie, le magazine Joystick affiche son enthousiasme concernant le titre de Psygnosis, écrivant que « le look du jeu est assez excitant ». Pour la rédaction, le jeu « n'est pas sans rappeler [Resident Evil] ».